# Tina Turner
Tina Turner, właśc. Anna Mae Bullock (ur. 26 listopada 1939 w Brownsville, zm. 24 maja 2023 w Küsnacht) – amerykańska piosenkarka soulowa i rockowa, autorka tekstów, choreografka, tancerka, muzyczka, aktorka i producentka.
Należała do grupy artystów, którzy zdefiniowali główny nurt rocka lat 80. XX wieku. Była jedną z najbardziej dochodowych artystek pod względem liczby sprzedanych płyt oraz zysków z koncertów na świecie i jednym z najpopularniejszych artystów w historii. Szacuje się, że liczba sprzedanych na świecie jej płyt wynosi ponad 180 mln egzemplarzy, co czyni ją rockową artystką z największą liczbą sprzedanych nagrań. Niektóre źródła podają jednak, że liczba sprzedanych przez nią płyt wynosić może nawet 200 mln sztuk. Ze względu na dokonania zawodowe i charakter sceniczny nazywana jest „królową rock and rolla”.
Początki aktywności Turner w przemyśle muzycznym datuje się na lata 1959–1960. We wczesnych latach kariery występowała wraz z Ikiem Turnerem w zespole rock and rollowym Ike & Tina Turner jako wokalistka. Był on supportem na trasie The Rolling Stones w 1969. Wraz z Ikiem zostali uhonorowani miejscem w Rock and Roll Hall of Fame w 1991. Przełomem w jej solowej karierze było wydanie piątego albumu solowego pt. Private Dancer (1983), który odniósł ogólnośwatowy sukces, przekraczając liczbę 20 mln sprzedanych egzemplarzy. Według Księgi Rekordów Guinnessa zysk ze sprzedaży biletów na jej koncerty osiągnął największą wartość odnotowaną dotychczas w historii. Jej majątek wyceniany jest na sumę 200 mln dol.
Laureatka 70 nagród muzycznych spośród 100 nominacji, w tym aż ośmiu nagród Grammy, co czyni ją najczęściej nagradzaną artystką rock and rollową w historii przemysłu fonograficznego. Ponadto została wprowadzona do Grammy Hall of Fame. W 1986 odsłoniła swoją gwiazdę w Hollywood Walk of Fame. Uzyskała również gwiazdę w St. Louis Walk of Fame. Odznaczono ją Orderem Sztuki i Literatury we Francji. W 2010 zajęła 63. miejsce w sporządzonym przez czasopismo „Rolling Stone” rankingu 100 najwybitniejszych artystów wszech czasów. W 2021 została wprowadzona do Rock and Roll Hall of Fame jako artystka solowa.
Posiadała również obywatelstwo Szwajcarii.

## Życiorys

### Rodzina i edukacja
Anna Mae Bullock urodziła się 26 listopada 1939 w Brownsville w stanie Tennessee, a dorastała w niewielkiej miejscowości Nutbush. Była najmłodszą córką Zelmy Currie i Floyda Richarda Bullocków. Miała dwie starsze siostry, przyrodnią Evelyn (dziecko Zelmy z poprzedniego związku) i Alline.
Uczyła się w szkole Flagg Grove w Nutbush, była przeciętną uczennicą, uczęszczała za to na szereg zajęć dodatkowych – grała w koszykówkę i była cheerleaderką. W 1950, kiedy Tina miała 11 lat, jej matka opuściła rodzinę, dwa lata później uczynił to także jej ojciec, a Tina wraz z siostrą mieszkała u swojego kuzynostwa i babki. W tym okresie dorabiała, opiekując się dzieckiem zaprzyjaźnionej rodziny Hendersonów. Później zamieszkała w Saint Louis.
Karierę muzyczną zaczynała od śpiewania w chórach kościelnych muzyki gospel, która wprowadziła ją w świat rhythm and bluesa i soulu. Karierę profesjonalną rozpoczęła w chórkach towarzyszących popularnym pod koniec lat 50. grupom muzyki pop.

### Kariera zawodowa
Gdy miała 17 lat, została dostrzeżona przez Ike’a Turnera, lidera grupy Kings of Rhythm, który zwrócił uwagę na jej spontaniczny występ w klubie w St. Louis. Pod opieką Turnera szlifowała talent wokalny i występowała w lokalnych klubach, jednocześnie dorabiała jako pomoc w szpitalu. Wkrótce Turner zmienił nazwę zespołu Kings of Rhythm na The Ike and Tina Turner Revue, nadając piosenkarce nowy pseudonim artystyczny. Ich związek sceniczny zaowocował jednym z najbardziej znanych duetów rhythmandbluesowych, a także małżeństwem obojga artystów. Wylansowali przeboje, m.in.: „A Fool in Love”, „River Deep – Mountain High” czy „Proud Mary”, za który odebrali nagrodę Grammy w kategorii „najlepsze wykonanie piosenki R&B przez grupę”. W 1966 wystąpili jako support przed koncertami The Rolling Stones w ramach trasy po Wielkiej Brytanii, z zespołem koncertowali także w 1969.

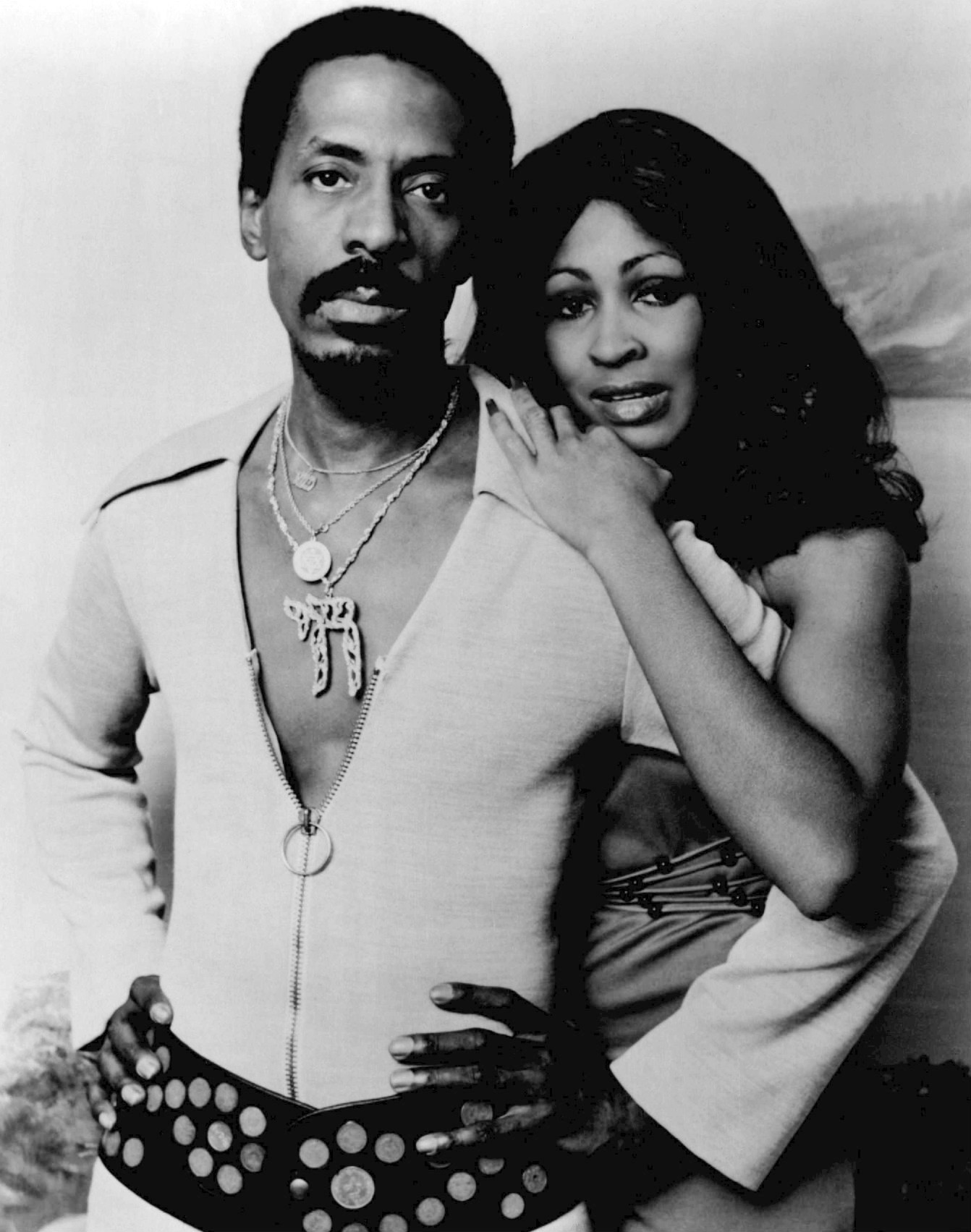
Ike i Tina Turnerowie, 1974

W 1975 wystąpiła w roli Kwasowej Królowej w filmie muzycznym Tommy. W latach 70. współpracowała także z Ann-Margret nad skeczami i piosenkami (m.in. utworem „Nutbush City Limits”), które wykonywały w jej programie telewizyjnym, a także występowała gościnnie w programie Cher.
W 1978 rozwiodła się z Turnerem, a rozpad małżeństwa i problemy z tym związane zachwiały jej obiecująco rozwijającą się karierę, wskutek czego przez następne osiem lat praktycznie nie przebijała się ze swoją twórczością do szerokiego grona odbiorców, nagrywając niezauważane płyty i śpiewając w klubach oraz kasynach. W 1981 wystąpiła gościnnie w programie Saturday Night Live, w którym zaśpiewała utwór „Hot Legs” w duecie z Rodem Stewartem. Niedługo później przyjęła propozycję supportowania grupy The Rolling Stones podczas ich trasy koncertowej po Ameryce Północnej.

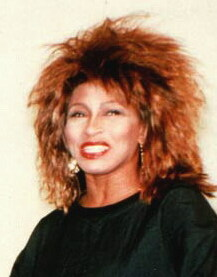
Turner (1985)

W 1983 wróciła do studia, by nagrać nowe piosenki, m.in. cover utworu Ala Greena „Let’s Stay Together”. W tym czasie porzuciła nie tylko swój muzyczny styl, lecz także skromny wizerunek sceniczny na rzecz wizerunku megagwiazdy i symbolu seksu. W 1984 wydała album pt. Private Dancer, którą w pierwszym roku po premierze sprzedała w nakładzie 8 mln egzemplarzy. Płytę promowała m.in. przebojami: „What’s Love Got to Do with It”, „Private Dancer” (kompozycja Marka Knopflera) i „I Can’t Stand the Rain”. Po wydaniu albumu wyruszyła jako support w trasę koncertową „Can’t Slow Down” Lionela Richiego oraz nawiązała współpracę z Bryanem Adamsem, który napisał i wyprodukował dla niej przebój „It’s Only Love”. W tym okresie odrzuciła propozycję zagrania roli Shug Avery w Kolorze purpury (1985) Stevena Spielberga, za to wystąpiła jako Ciotka Entita w filmie George’a Millera Mad Max pod Kopułą Gromu, do którego nagrała także swój kolejny hit, „We Don’t Need Another Hero”. W lutym 1985 odebrała trzy nagrody Grammy – dwie za „What’s Love Got to Do with It” (za nagranie roku i najlepszy wokalny występ kobiecy pop) oraz jedną za „Better Be Good to Me” (za najlepszy żeński rockowy występ wokalny). Odbyła także swoją pierwszą solową międzynarodową trasę – „Private Dancer Tour”, która obejmowała. 180 koncertów w Ameryce Północnej, Europie, Australii i Azji. Poza tym nagrała piosenkę „Tonight” w duecie z Davidem Bowiem, a także wystąpiła w duecie z Mickiem Jaggerem w koncercie charytatywnym Live Aid w Filadelfii. W 1986 zaśpiewała w koncercie charytatywnym Prince’s Trust na Wembley Arena w Londynie. W tym okresie nagrała szereg innych przebojów, m.in.: „The Best” (cover utworu Bonnie Tyler), „Typical Male”, „Steamy Windows” i „It Takes Two” (duet z Rodem Stewartem). W 1988 zagrała koncert na stadionie Maracanã w Brazylii dla ponad 180 tys. widzów, czym ustanowiła rekord Guinnessa.
W 1991 zespół Ike & Tina Turner został wprowadzony do Rock and Roll Hall of Fame. W tym samym roku artystka solowo została wprowadzona do St. Louis Walk of Fame. W 1993 powstał film pt. Tina, opowiadający o życiu Turner; rola artystki przypadła Angeli Bassett, natomiast Ike’a zagrał Laurence Fishburne. Do filmu została wydana ścieżka dźwiękowa zawierająca kilka premierowych piosenek. Niecały rok później Turner wyruszyła w kolejną trasę koncertową, a po jej zakończeniu nagrała „GoldenEye”, motyw przewodni filmu o Jamesie Bondzie o tym samym tytule.
W 1996 wydała album pt. Wildest Dreams i wyruszyła w kolejną trasę koncertową. W październiku 1999 wypuściła płytę pt. Twenty Four Seven. W 2000 wróciła do koncertowania, grając trasę pt. „Twenty Four Seven” obejmującą występy w Ameryce Północnej i Europie; 15 sierpnia 2000 zagrała w transmitowanym przez TVP koncercie na hipodromie w Sopocie. W 2003 w duecie z Philem Collinsem nagrała piosenkę „Great Spirits” do filmu animowanego Disneya Mój brat niedźwiedź. W 2004 wydała składankę przebojów pt. All the Best, na której umieściła swoje największe hity oraz trzy premierowe nagrania: „Open Arms”, „Complicated Disaster” i „Something Special”. Rok później do tego wydawnictwa dołączyło DVD All the Best – the Live Collection.
W 2005 na gali w Kennedy Center Opera House w Waszyngtonie otrzymała Kennedy Center Honors, wyróżnienie za całokształt twórczości; wydarzeniu towarzyszył koncert w hołdzie artystce, podczas którego jej przeboje wykonało kilku innych wykonawców, m.in. Al Green, Queen Latifah, Melisaa Etheridge i Beyoncé. W 2007 nawiązała współpracę z Regulą Curti przy projekcie Beyond, w którego ramach nagrała cztery albumy zawierające m.in. odczytywane przez nią buddyjskie mantry. W 2008, podczas 50. gali rozdania nagród Grammy, zaśpiewała „What’s Love Got to Do with It” oraz „Better Be Good to Me”, a także wspólnie z Beyoncé „Proud Mary”. W tym samym roku Turner wzięła udział w nagraniach odcinka programu The Oprah Winfrey Show pt. „Oprah, Cher and Tina in Vegas”, podczas którego ogłosiła rozpoczęcie jesienią kolejnej światowej trasy koncertowej. 30 września 2008 wydała album pt. Tina!, zawierający jej najbardziej znane utwory (w tym kilka wersji koncertowych) oraz dwie premierowe piosenki: „I’m Ready” i „It Would Be a Crime”.
W 2009 ogłosiła zakończenie kariery muzycznej.

## Charakterystyka muzyczna i inspiracje
Wychowywała się na muzyce country, a jej ulubionymi piosenkarkami z okresu wczesnej dorosłości były Faye Adams, LaVern Baker, Mahalia Jackson i Sister Rosetta Tharpe, a także Sam Cooke i Ray Charles.

## Wizerunek
Niemal od początku kariery występowała na scenie w kusych kostiumach eksponujących nogi. Stałym elementem jej wizerunku były peruki, cechą charakterystyczną jej image’u były także buty na wysokim obcasie i mocno umalowane na czerwono usta. Inspirowała się stylem ubierania i zachowaniem Jacqueline Kennedy Onasis.

## Wpływ na popkulturę
W 2014 otwarto Muzeum Tiny Turner w Brownsville.
W kwietniu 2018 premierę w Londynie miał spektakl muzyczny Tina: The Tina Turner Musical w reż. Phyllidy Lloyd, a główną rolę zagrała Adrienne Warren.

## Życie prywatne
W młodości spotykała się z koszykarzem Harrym Taylorem. Ze związku z saksofonistą Raymondem Hillem miała syna, Raymonda Craiga (1958–2018; popełnił samobójstwo), którego wychowywała samotnie, ponieważ jego ojciec opuścił rodzinę jeszcze przed narodzinami chłopca. W 1962 w urzędzie w Tijuanie wzięła ślub cywilny z Ike Turnerem, z którym miała syna, Ronniego (1960–2022). Ekstrawagancki tryb życia Turnera, jego uzależnienie od alkoholu i narkotyków oraz agresywne i brutalne zachowania wobec żony, którą maltretował fizycznie i psychicznie, doprowadziły do podjęcia próby samobójczej przez Tinę Turner w 1968 i nagłośnionego przez media rozwodu pary w 1978. Od 1986 była związana z Erwinem Bachem, dyrektorem europejskiej filii wytwórni EMI. W 1995 zamieszkali w Szwajcarii, a w lipcu 2013 wzięli ślub.
Była buddystką.

## Śmierć
Zmarła 24 maja 2023 w swoim domu w Küsnacht koło Zurychu, w wieku 83 lat. W ostatnich latach życia Turner podupadła na zdrowiu, cierpiała na wysokie ciśnienie krwi (zdiagnozowane w 1978), przeszła udar mózgu, zmagała się z rakiem jelita grubego i niewydolnością nerek. W kwietniu 2017 poddała się operacji przeszczepienia nerki, której dawcą był jej mąż Erwin Bach.

### Reakcje
Po jej śmierci wielu innych artystów opłakiwało jej stratę, w tym Beyoncé, Mariah Carey, Janelle Monáe, Questlove, Pete Townshend, Diana Ross, Dolly Parton, Ciara, Debbie Harry, Gloria Gaynor, Bryan Adams, Flea, Kid Cudi, Elton John, Madonna, Cher, Lizzo, Brittany Howard i członkowie The Rolling Stones Mick Jagger, Keith Richards i Ronnie Wood. Turner otrzymała również wyrazy uznania od modelki Naomi Campbell, a także postaci filmowych i telewizyjnych, takich jak Oprah Winfrey, Angela Bassett, Jenifer Lewis, Forest Whitaker, Priscilla Presley oraz producent teatralny Joop van den Ende. Prezydent Stanów Zjednoczonych Joe Biden, a także byli prezydenci Barack Obama i Bill Clinton oraz prezydent Szwajcarii Alain Berset również złożyli hołd Turner poprzez publiczne oświadczenia. Król Karol III również złożył hołd Turner, zezwalając na wykonanie jej piosenki „The Best” podczas zmiany warty.

## Odznaczenia
- Chevalier Orderu Sztuki i Literatury – Francja[23]

## Dyskografia

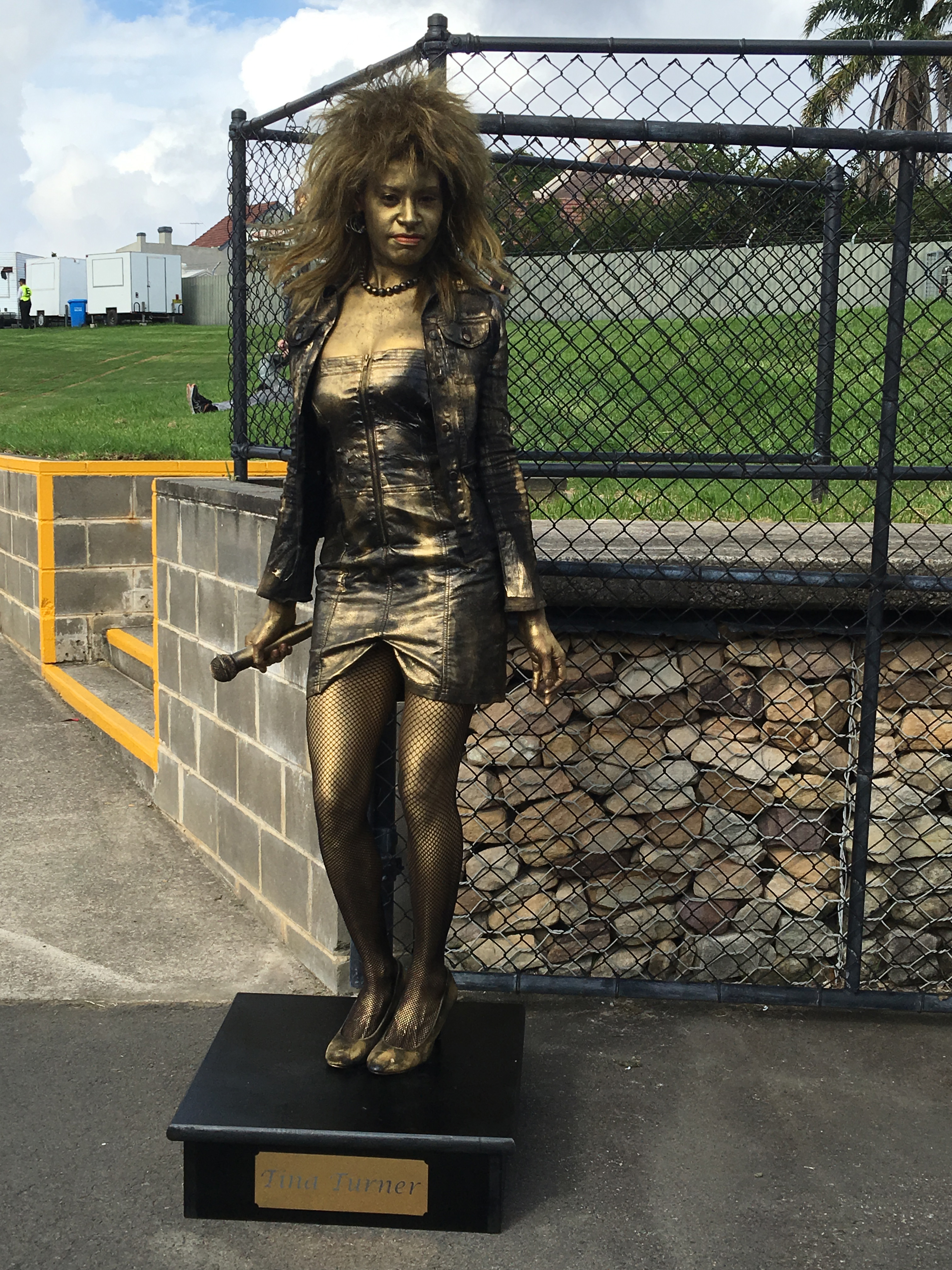
Performerka prezentująca się jako pomnik Tiny Turner

### Ike & Tina Turner
- The Soul of Ike and Tina Turner (1960)
- Festival of Live Performances (1962)
- Dance With Ike & Tina Turner & Their Kings (1962)
- Please Please Please (1963)
- It's Gonna Work Out Fine (1963)
- Don't Play Me Cheap (1963)
- Dynamite (1963)
- The Ike & Tina Turner Revue Live (1964)
- Live! The Ike & Tina Turner (1965)
- Ooh Poo Pah Doo (1965)
- Ike & Tina Show 2 (1965)
- River Deep – Mountain High (1966)
- Ike & Tina Turner and the Raelettes (1966)
- Outta Season Blue Thumb (1969)
- Ike & Tina Turner in Person (live) (1969)
- Get It Together (1969)
- Fantastic (1969)
- Her Man His Woman (1969)
- The Hunter (1969)
- On Stage (1970)
- Workin’ Together (1971)
- Nuff Said (1971)
- Something’s Got a Hold on Me (1971)
- What You Hear Is What You Get (live) (1971)
- Feel Good (1972)
- Let Me Touch Your Mind (1973)
- Nutbush City Limits (United Artists) (1973)
- The World of Ike and Tina Live (1973)
- The Great Album (1974)
- Strange Fruit (1974)
- Sweet Rhode Island Red (1974)
- The Gospel According to Ike and Tina (1974)
- Sixteen Great Performances (1975)
- Delilahs Power (1977)
- Airwaves (1979)

### Tina Turner
- The Country of Tina Turner (1973)
- Acid Queen (1975)
- Rough Unite (1978)
- Love Explosion (1979)
- Private Dancer (1984)
- Tina Live in Private Dancer Tour  (1985)
- Mad Max III – Beyond Thunderdome (1985)
- Break Every Rule (1986)
- Tina Live in Rio (1988)
- Tina Live in Europe (1988)
- Foreign Affair (1989)
- Look Me in the Heart (1990)
- Do You Want Some Action (1990)
- What’s Love Got to Do with It (1993)
- Tina Live in What’s Love... tour  (1994)
- Wildest Dreams (1996)
- Tina Live in Amsterdam (1996)
- Good Hearted Woman (1998)
- Twenty Four Seven (1999)
- Tina Turner Celebrate (1999)
- Tina On One Last Time Concert (2000)
- All the Best (2004)
- All the Best – The Live Collection (2005)
- Tina! (wrzesień 2008)
- Tina! The Platinum Collection (styczeń 2009)
- Beyond (czerwiec 2009)
- Tina Live – (wrzesień 2009)

## Trasy koncertowe
- Wild Lady of Rock Tour (1978)
- Nice 'n' Rough Tour (1982)
- Private Dancer Tour (1985)
- Break Every Rule Tour (1987/1988)
- Foreign Affair Tour (1990)
- What’s Love? Tour (1993)
- Wildest Dreams Tour (1996/1997)
- Twenty Four Seven Tour (2000)
- Tina: Live in Concert Tour (2008/2009)